# Die Konferenz der Vögel

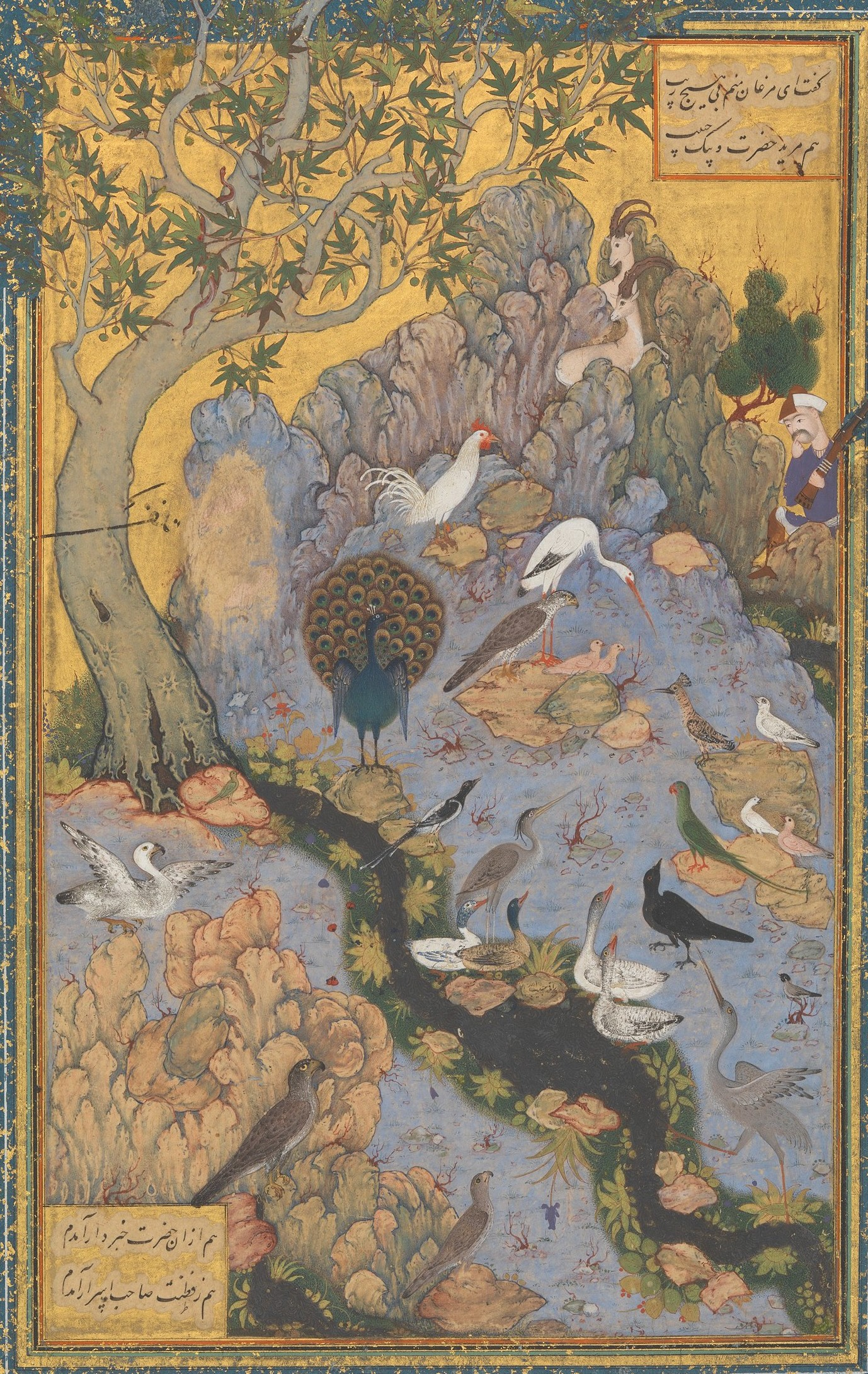
„Konferenz der Vögel“, Illustration von Habib Allah. Der Wiedehopf, Mitte rechts, instruiert die anderen Vögel über den Sufi-Pfad.

Die Konferenz der Vögel (arabisch منطق الطیر, DMG Manṭiq aṭ-ṭair, wörtlich auch „die Rede der Vögel“) ist eine große mystische Dichtung aus der Masnawī-Gattung, die zu den bedeutendsten Werken der persischen Literatur zählt. Sie wurde im 12. Jahrhundert von dem islamischen Mystiker Fariduddin Attar (1136–1220) aus Nischapur im heutigen nordöstlichen Iran verfasst.
In dem mit Maqāmāt aṭ-ṭuyūr (arabisch مقامات الطيور ‚die Orte der Vögel‘) untertitelten Werk wird in Form einer Parabel gemäß der Lehre des Sufismus die Zusammenkunft und Wallfahrt von Tausenden von Vögeln der Welt beschrieben, die auf der Suche nach einem idealen König für ihr „Volk“ sind. Dem Wiedehopf zufolge, der die Reise angeregt hat, handelt es sich bei diesem König um den hinter dem mythischen Berg Qāf lebenden Vogel Simurgh. Um zu ihm zu gelangen, nehmen sie die beschwerliche Reise auf sich, auf der sie – den Stufen des Sufipfades entsprechend – sieben Täler durchqueren. Am Ende der Reise bleiben dreißig Vögel übrig.
Am Reiseziel erkennen die Vögel, dass sie der gesuchte König selbst sind: Der persische Name des Königs, Simurgh (سيمرغ, DMG Sīmurġ), bedeutet, getrennt geschrieben, si murgh (سى مرغ, DMG sī murġ), „dreißig Vögel“.

## Illustrationen
Sammlung im Metropolitan Museum of Art, New York. Folio aus einem illustrierten Manuskript datiert um 1600. Gemälde von Habiballah of Sava (aktiv ca. 1590–1610), in Tinte, undurchsichtiges Aquarell, Gold und Silber auf Papier, Maße 25,4 × 11,4 cm.

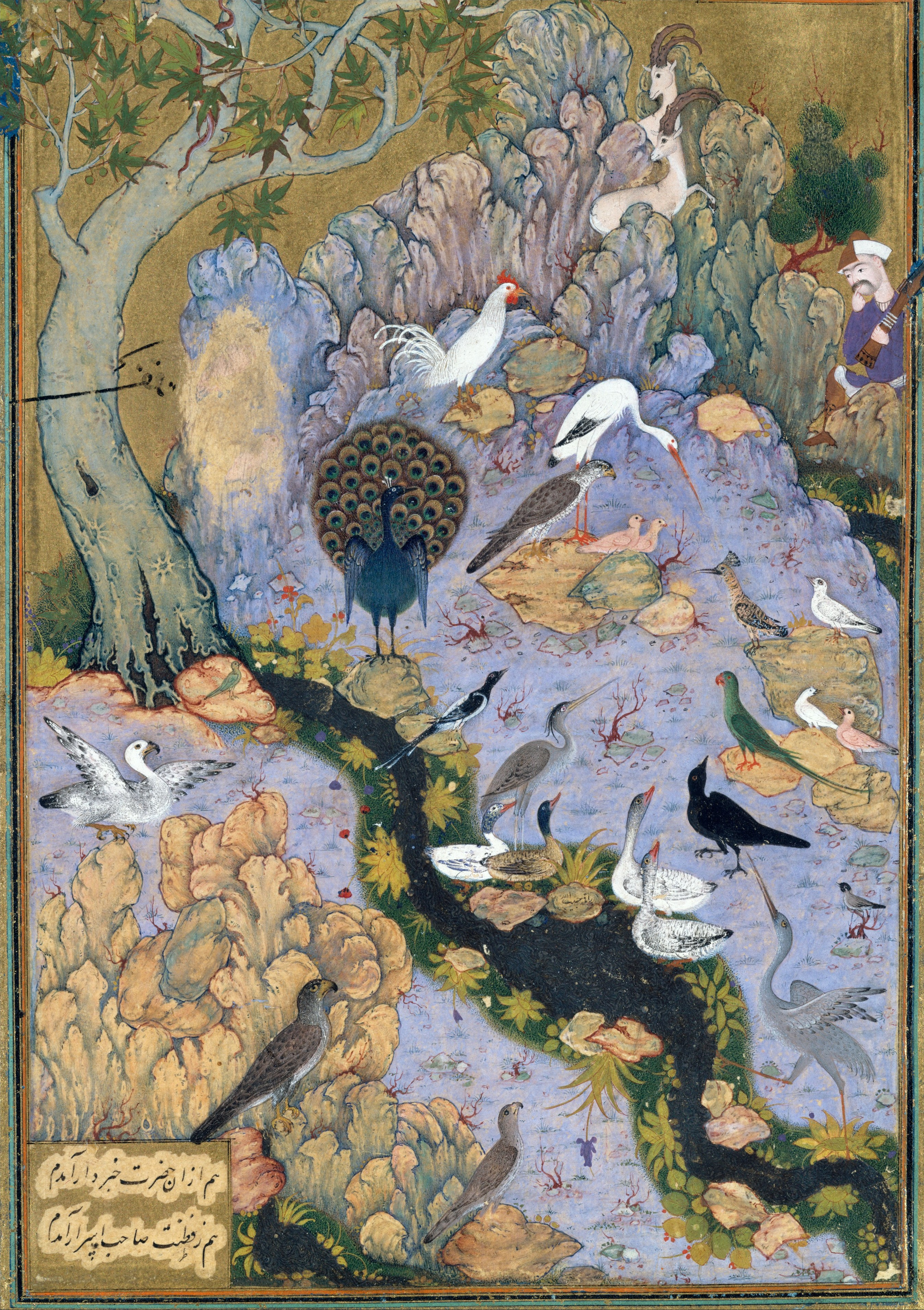
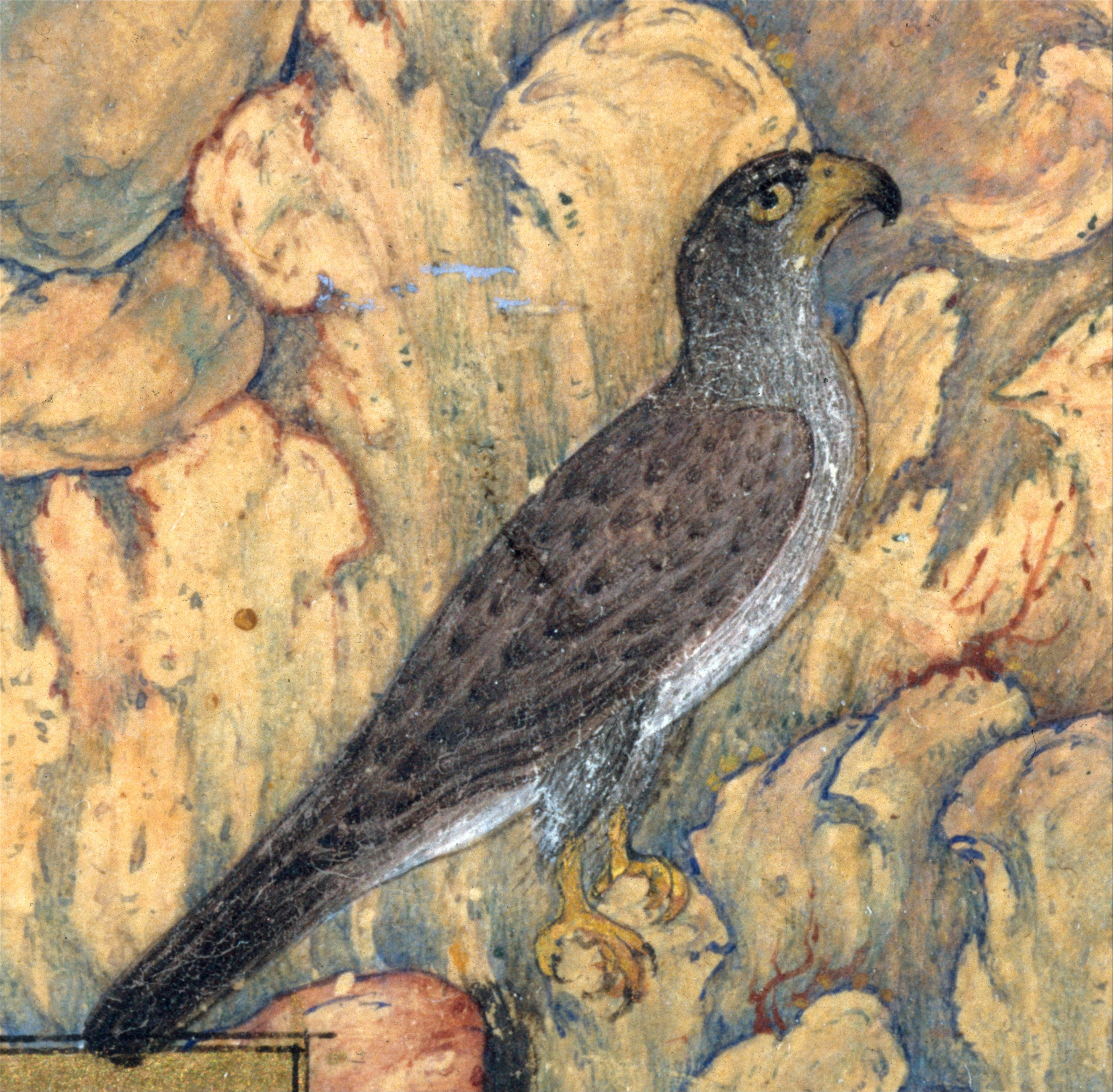
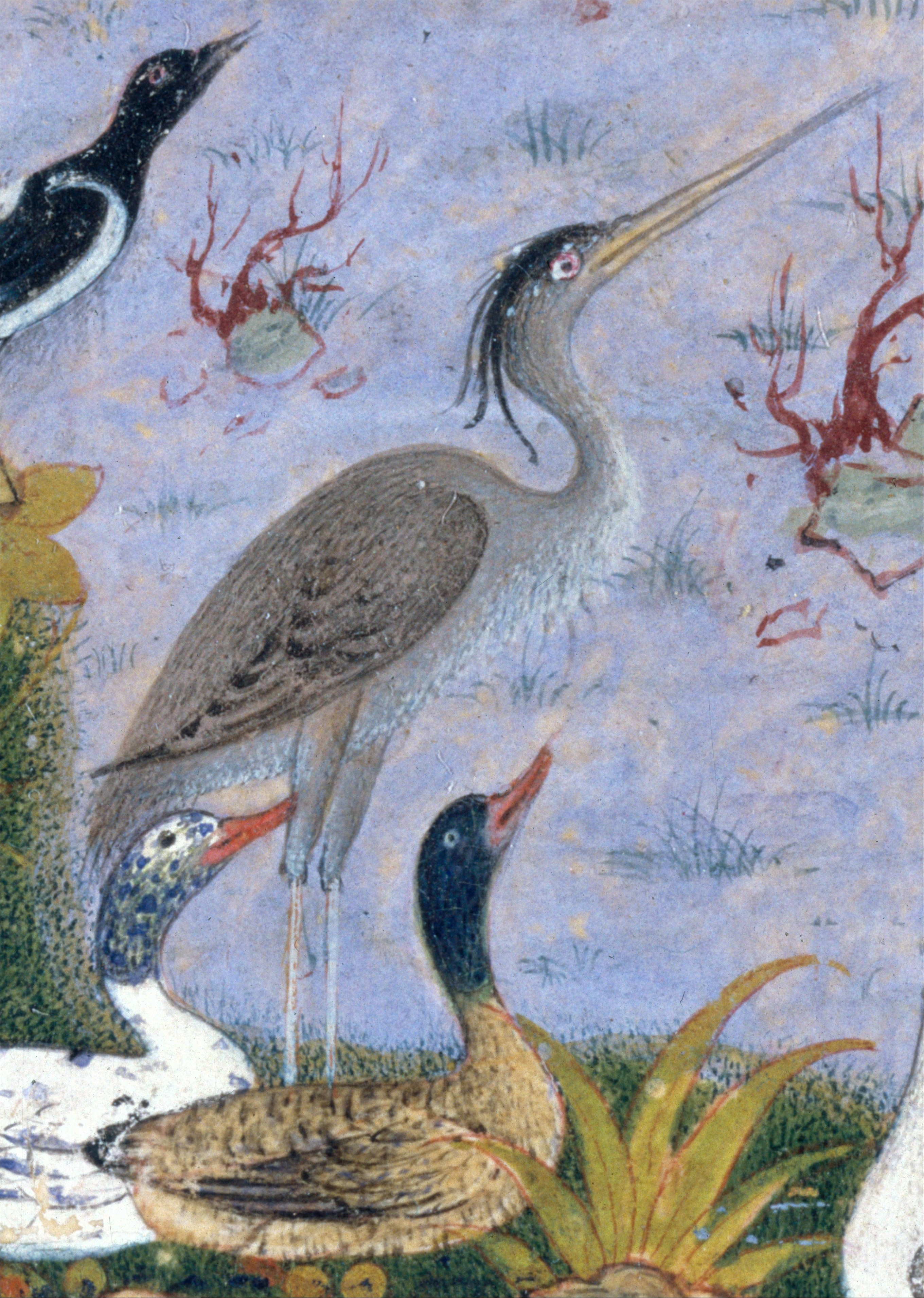
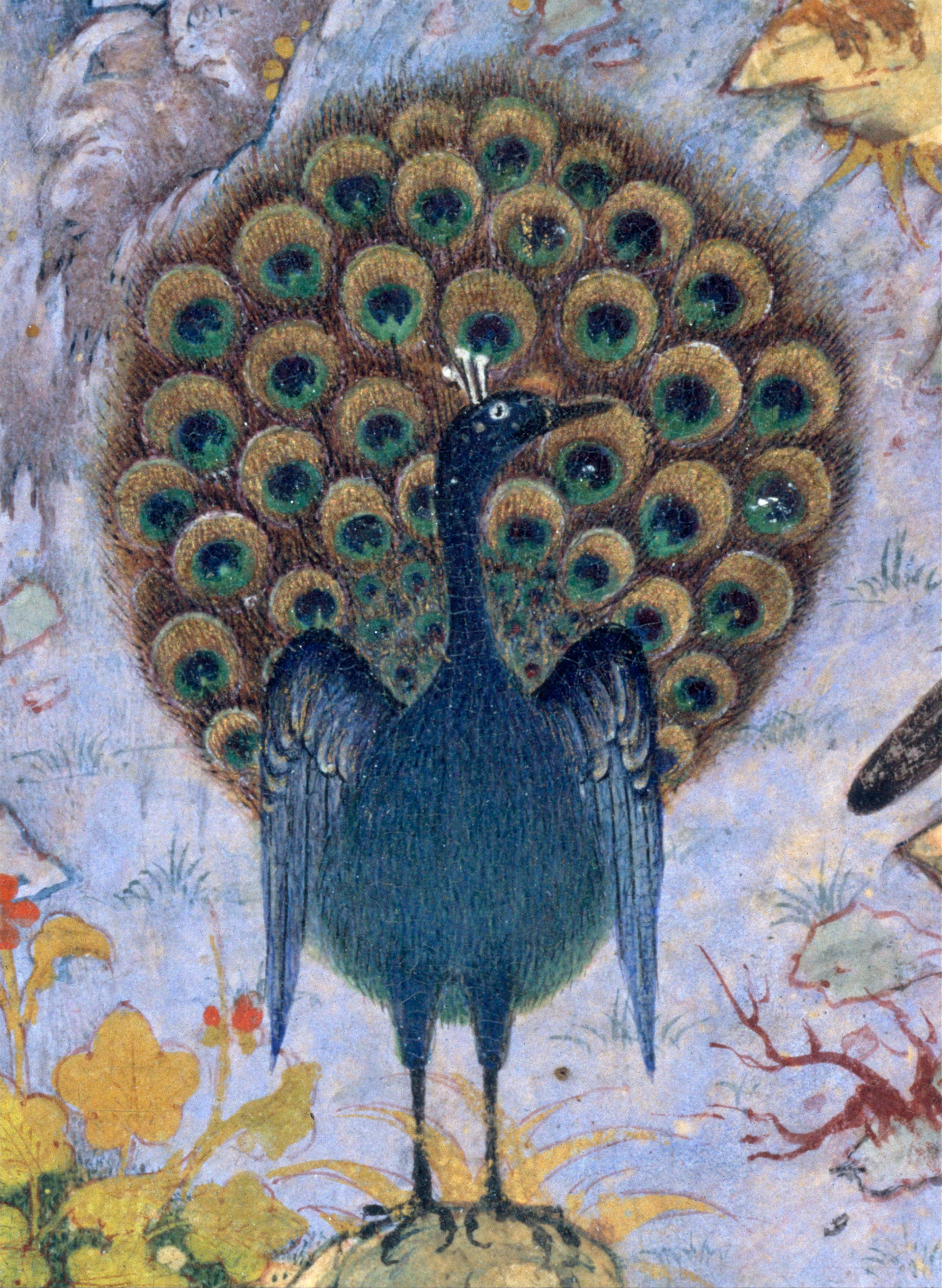
Der Blaue Pfau

Eine zeitgenössische künstlerische Interpretation stammt von dem iranischen Künstler Mohammad Barrangi, veröffentlicht unter dem Titel »Simorgh« im Iran und zweisprachig persisch-deutsch unter dem Titel »Vogelgespräche« im Berliner Verlag Edition Orient 2022.

### Textausgaben
- Garcin de Tassy: Mantic Uttaïr, ou le Langage des oiseaux, poème de philosophie religieuse, par Farid-Uddin Attar, publié en persan, Paris 1857. (Online)
- M. J. Maškūr, Teheran 1962.
- Ṣ. Gowharīn, Teheran 1963.

### Übersetzungen
- Garcin de Tassy: La Conférence des oiseaux. Farîd Uddîn Attâr. Traduit du persan par Garcin de Tassy, Albin Michel, Paris 1863 (Neuauflage 1996). (Online)
- Katja Föllmer: Die Konferenz der Vögel. Marixverlag 2008 (deutsche Prosa-Übersetzung aus dem Persischen).
- R. P. Masani: The Conference of the Birds: A Sufi Allegory, Being an Abridged Version of Farid-ud-din Attar’s Mantiqut-Tayr, London 1924.
- C. S. Nott: The Conference of the Birds, London 1954, 1961.
- Farîd od-dîn 'Attâr: Le Cantique des Oiseaux, illustré par la peinture en Islam d'Orient. Traduction du persan Leili Anvar. Éditions Diane de Selliers, Paris 2012.
- Fariduddin Attar: Vogelgespräche. Durchgehend illustrierte, persisch-deutsche Ausgabe, Illustrationen Mohammad Barrangi, Textbearbeitung Marjan Fouladvand, Übersetzung aus dem Persischen von Thomas Ogger, Edition Orient, Berlin 2022, ISBN 978-3-945506-27-1.
- Fariduddin Attar: Vogelgespräche. Erste vollständige Versübersetzung des Mantiq at-tair. Aus dem Persischen von Otto Höschle. Chalice Verlag, Xanten 2022, ISBN 978-3-942914-58-1.

### Sekundärliteratur
- Edward Granville Browne: A Literary Histora of Persia, London 1906ff, Bd. 2, 506–515. (online)
- Hellmut Ritter: Das Meer der Seele. Mensch, Welt und Gott in den Geschichten des Farīduddīn ʿAṭṭār. Leiden 1955; erw. Aufl. 1978.
  - engl. Übers. The Ocean of the Soul. Men, the World and God in the Stories of Farīd al-Dīn 'Aṭṭār. Translated by John O’Kane with Editorial Assistance of Bernd Radtke. (= Handbook of Oriental Studies. Section 1 The Near and Middle East, Volume 69). Brill, Leiden 2003, 2012, ISBN 978-90-04-24484-9.
- Jan Rypka: Iranische Literaturgeschichte, Leipzig 1959, 226–229.